# Draßburg
Draßburg (kroatisch Rasporak, ungarisch Darufalva) ist eine Gemeinde mit 1231 Einwohnern (Stand 1. Jänner 2024) im Bezirk Mattersburg im Burgenland in Österreich.
Im Ort gibt es eine große Anzahl von Angehörigen der burgenlandkroatischen Minderheit.

## Geografie

### Lage
Die Gemeinde liegt im nördlichen Burgenland im Naturpark Rosalia-Kogelberg, rund fünfzehn Kilometer südlich von Eisenstadt.

### Gliederung
Draßburg ist der einzige Ort in der Gemeinde.

### Nachbargemeinden
| Zemendorf-Stöttera | Antau                                       |                 |
| Rohrbach           | Kompassrose, die auf Nachbargemeinden zeigt | Zagersdorf (EU) |
| Loipersbach        | Baumgarten                                  |                 |

## Geschichte

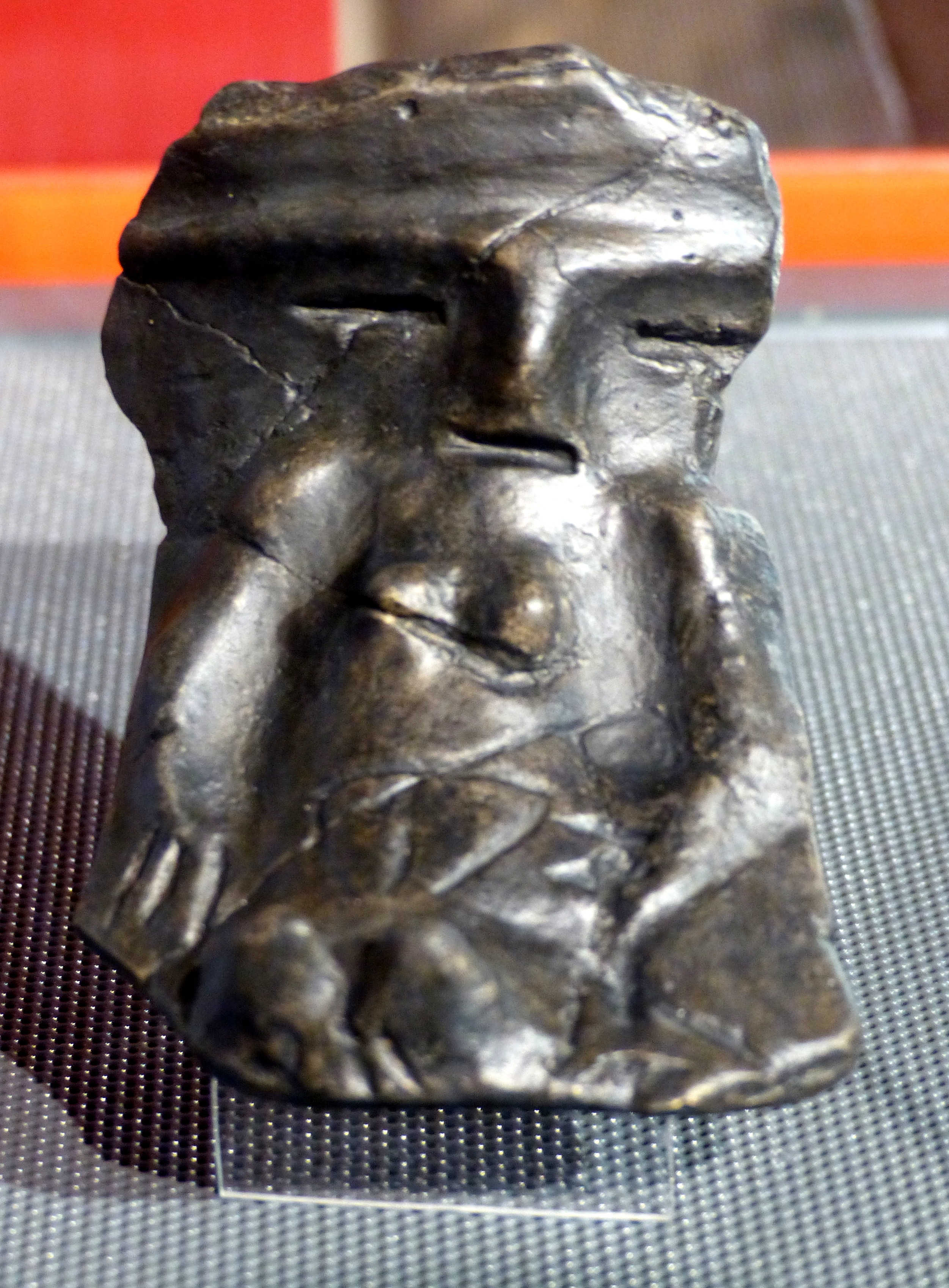
Venus von Draßburg

1933 wurde in Draßburg die Venus von Draßburg gefunden, eine 9,5 cm große jungsteinzeitliche Gefäßscherbe, die stilistisch der linearbandkeramischen Kultur zugeordnet wurde. Sie ist damit ein Hinweis auf Siedlungstätigkeit im 5. Jahrtausend v. Chr.
In der Eisenzeit war das Gebiet Teil des keltischen Königreiches Noricum und gehörte zur Umgebung der keltischen Höhensiedlung Burg auf dem Schwarzenbacher Burgberg. Später unter den Römern lag das heutige Draßburg dann in der Provinz Pannonia.
Auf einer Terrasse des Taborac, dem Ausläufer eines Hügelzuges westlich von Draßburg, der bis zu 370 m ü. M. erreicht, wurden im Jahre 1904 neben neolithischen, römischen und mittelalterlichen Funden auch solche aus der Latènezeit entdeckt. Wichtigstes Objekt war ein latènezeitlicher Armreif mit Pseudofiligranverzierungen. Zwischen 1933 und 1934 wurden weitere Objekte aus dieser Zeit bei Grabungen durch das Landesmuseum Burgenland entdeckt. Alle Fundobjekte waren in der neolithischen Bodenschicht eingetieft. 1955 fand man weitere Objekte aus der Spätlatènezeit. Die Besiedlungsspuren auf dem Taborac werden für die Zeitspanne von der zweiten Hälfte des 1. Jahrhunderts v. Chr. bis zur ersten Hälfte des 1. Jahrhunderts n. Chr. datiert.
An der Stelle des Taborac befand sich im Frühmittelalter eine Ringwallbefestigungsanlage, die im 11. Jahrhundert zerstört wurde. Die Bezeichnung „Taborac“ weist auf die Hussiten hin, die im 15. Jahrhundert ihre Kriegslager als „Tabor“ benannten. Dass in Draßburg hussitische Söldner anwesend waren, belegen neuere Quellenfunde. Die Bezeichnung Taborac besteht also zu Recht. Die Hussiten gehen auf den tschechischen Reformator Jan Hus zurück. Dieser wurde 1415 als Ketzer verbrannt. Er leugnete die Unfehlbarkeit des Papstes, „kritisierte den Reichtum der Kirche und ließ einzig die Bibel als gültig für Glaubensfragen gelten.“ Das Todesurteil löste in Böhmen und darüber hinaus Proteste und eine Freiheitsbewegung aus, die auch auf den burgenländisch-westungarischen Raum ausgriff. Die Hussiten waren sozialrevolutionär gesinnt, in zahlreiche Fehden und Plünderungen verwickelt und eine der hussitischen Söldnergruppen unter dem Söldnerführer Georg (Jörg) von Lichtenberg und Vöttau nutzte die Draßburger Befestigungsanlage als befestigtes Lager, als Tabor. „Um 1465 dürfte der Draßburger Tabor von den Hussiten aufgegeben und geräumt worden sein.“ Draßburg verödete im 15. Jahrhundert teilweise; die Kroaten, die sich im 16. Jahrhundert in der Ortschaft ansiedelten, verwendeten die Verkleinerungsform „Taborac“ für Tabor, was von der deutschen Restbevölkerung übernommen wurde und sich bis heute erhalten hat.

### Kroatische Kolonisation
Eine spätmittelalterliche Agrarkrise im burgenländisch-westungarischen Raum hatte die teilweise oder vollkommene Verödung zahlreicher Ortschaften zufolge. Die Türkenzüge von 1529 und 1532 verstärkten diesen Prozess. Auf der Balkanhalbinsel löste das Vordringen der Türken eine massive Migrationsbewegung aus, die bis in das heutige Burgenland zu spüren war. Die Grundherren im burgenländisch-westungarischen Raum hatten großes Interesse, ihre entvölkerten Dörfer wieder zu besiedeln. So erfolgte ab dem Beginn des 16. Jahrhunderts eine organisierte Zuwanderung kroatischer Bauern, die vor den Türkenvorstößen aus ihrer Heimat vertrieben worden waren. Dieser Zuzug erfolgte wellenförmig, hatte um 1533 seinen Höhepunkt und dauerte bis in die 1570er Jahre. Unter den Zuwanderern befanden sich neben Bauern in geringerer Zahl Kleinadelige, Handwerker und Priester.

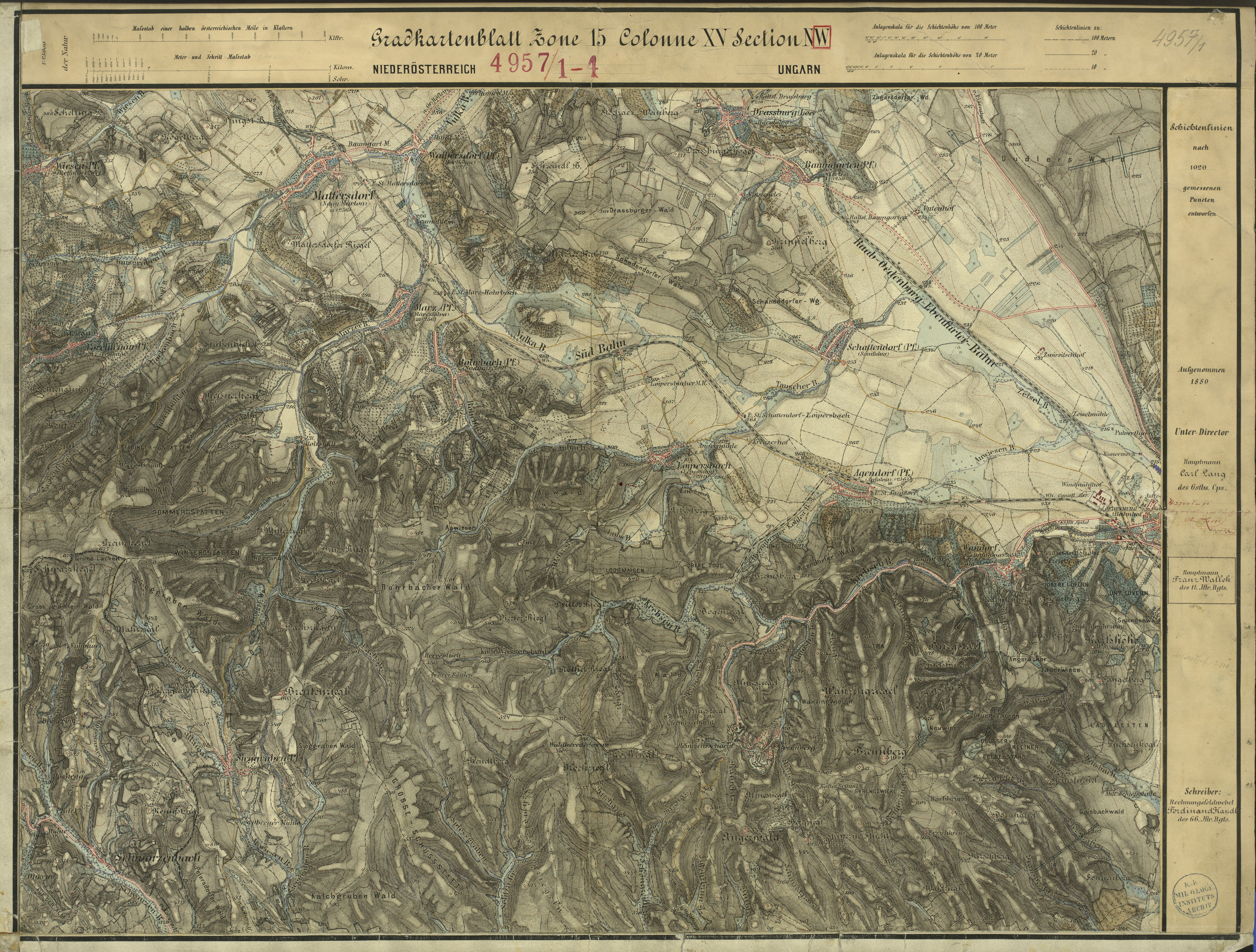
Drassburg (oben rechts), um 1880 (Aufnahmeblatt der Landesaufnahme)

Der Ort Draßburg bestand in dieser Zeit aus zwei Grundherrschaften, Untergut und Obergut. Die Bevölkerung war deutschsprachig. Da im Ort auch Weinbau betrieben wurde, war das Ausmaß der Verödung nicht so groß wie in reinen Ackerbaugemeinden, die von der Agrarkrise stärker betroffen waren. „Die planmäßige Ansiedlung von Kroaten in Draßburg erfolgte im wesentlichen in den Jahren 1533–1540 durch den Pfandinhaber der Grafschaft Forchtenstein, Jakob von der Dürr, der auch andere ganz oder teilweise verödete Ortschaften der Grafschaft mit Kroaten wiederbesiedelte.“ Namenslisten aus den 1560er Jahren weisen deutschnamige und kroatischnamige Haushaltungsvorstände auf. Obwohl in diesen Jahren auch neue deutsche Siedler nach Draßburg kamen, fand eine Kroatisierung der deutschsprachigen Bevölkerung statt. In späteren Quellen wird der Ort als kroatisch bezeichnet.
Da Draßburg in pfarrlicher Hinsicht bis 1851 eine Filialgemeinde des Nachbarortes Baumgarten war und die Baumgartner Pfarre ständig mit kroatischen Priestern besetzt war, war die Gottesdienstsprache auch für die Draßburger Gläubigen kroatisch. Dies wirkte sich auch auf das Schulwesen und die gesamte kulturelle Entwicklung aus.
Die Industrialisierung des beginnenden 19. Jahrhunderts, besonders die zunehmenden Baumwollmaschinspinnfabriken in der Umgebung von Wiener Neustadt, zog Arbeitskräfte aus den benachbarten Orten an und bot Angehörigen der bäuerlichen Unterschicht Arbeit. Die Ausweitung der Meiereiwirtschaft und die Errichtung des Meierhofs in Draßburg hatte wiederum den Zuzug von Arbeitskräften zufolge. Deutsch- und ungarischsprachige Familien ließen sich im Ort nieder. Vorerst stellten diese neuen Sprachkontakte den kroatischen Gesamtcharakter nicht in Frage. Eine sprachliche Spaltung zeigte sich noch vor dem Ersten Weltkrieg. Um beruflich fortzukommen, favorisierten die Wanderarbeiter in der Industrie und im Baugewerbe, ursprünglich Kleinlandwirte, die deutsche Sprache und in politischer Hinsicht die Sozialdemokratische Partei. Die bäuerliche Bevölkerung des Ortes hielt am katholischen Glauben und an der kroatischen Sprache fest.
Der Ort gehörte wie das gesamte Burgenland bis 1920/21 zu Ungarn (Deutsch-Westungarn). Seit 1898 musste aufgrund der Magyarisierungspolitik der Regierung in Budapest der ungarische Ortsname Darufalva verwendet werden. Nach Ende des Ersten Weltkriegs wurde nach zähen Verhandlungen Deutsch-Westungarn in den Verträgen von St. Germain und Trianon 1919 Österreich zugesprochen. Der Ort gehört seit 1921 zum neu gegründeten Bundesland Burgenland (siehe auch Geschichte des Burgenlandes).

### Gemeindeverwaltung
Das Ende der feudalen Periode 1848 sowie die Angliederung des heutigen Burgenlandes an Österreich 1921 zogen Änderungen in der Verwaltung der Gemeinden nach sich. Bis 1848 war das sog. Dorfgericht für die Administration einer Gemeinde zuständig. Es bestand aus einem Richter und meist vier Geschworenen, die durch Wahl bestimmt wurden. In der Gemeinde angestellt war weiters der Schulmeister. Neben dem Schuldienst versah er auch die Funktion eines Gemeindeschreibers oder Gemeindesekretärs. Nach 1848 wurde Draßburg im Zuge der Einteilung Ungarns in Amts- oder Stuhlbezirke dem Stuhlbezirk Mattersdorf zugeteilt. Die Aufgaben der Gemeindeschreiber übernahmen ab 1855 die sog. Bezirksnotariate, die für die Administration mehrerer Ortschaften zuständig waren. Dies bedeutete eine finanzielle Entlastung der Gemeinden, die sich die Kosten für den Aufwand des Notars teilten, und einen größeren finanziellen Anreiz für die Position des Notars. In Draßburg trat Johann Schöberl im April 1856 seinen Dienst als Notar für den Draßburger Notariatsbezirk, bestehend aus den Orten Draßburg, Baumgarten und Zagersdorf, an. Nach der Auflösung dieser Strukturen 1860 und der Bezirkseinteilung 1870/71, die nach dem Ausgleich 1867 bis 1921 bestehen sollte, war Draßburg weiterhin dem Bezirk Mattersdorf zugeteilt. Zum neuen Kreissekretariat gehörten Draßburg, Antau und Stöttera, wo auch der Sitz des Kreissekretariates war. Wenige Jahre nach dem Anschluss des Burgenlandes an Österreich planten die Gemeinden Draßburg und Baumgarten die Errichtung eines gemeinsamen Kreissekretariates mit Sitz in Draßburg, was nach der Klärung der finanziellen Beteiligung der beiden Gemeinden und den jeweiligen Gemeinderatsbeschlüssen in der Sitzung der Landesregierung vom 15. Oktober 1924 beschlossen wurde. Die Gemeinde Draßburg stellte die nötige Infrastruktur zur Verfügung, der gebürtige Wiener Neustädter Rudolf Haas wurde „nach Vorschlag der Gemeinden Draßburg und Baumgarten mit 1. Juli 1925 zum Verwaltungssekretär des Kreissekretariates Draßburg ernannt.“ Haas war leitender Amtmann. Er trat 1938 der NSDAP bei und war von Jänner 1939 bis Jänner 1940 NSV-Ortsverwalter in Draßburg. Nach Kriegseinsatz und Kriegsgefangenschaft bemühte er sich 1947 um seine Wiedereinstellung als Oberamtmann in Draßburg, was von der Gemeinde, die mittlerweile zwei Gemeindebedienstete aus dem Ort angestellt hatte, abgelehnt wurde. 1948 ging er in den Ruhestand. Damit war die Gründungsphase der Draßburger Gemeindeverwaltung abgeschlossen.

## Wirtschaft und Infrastruktur

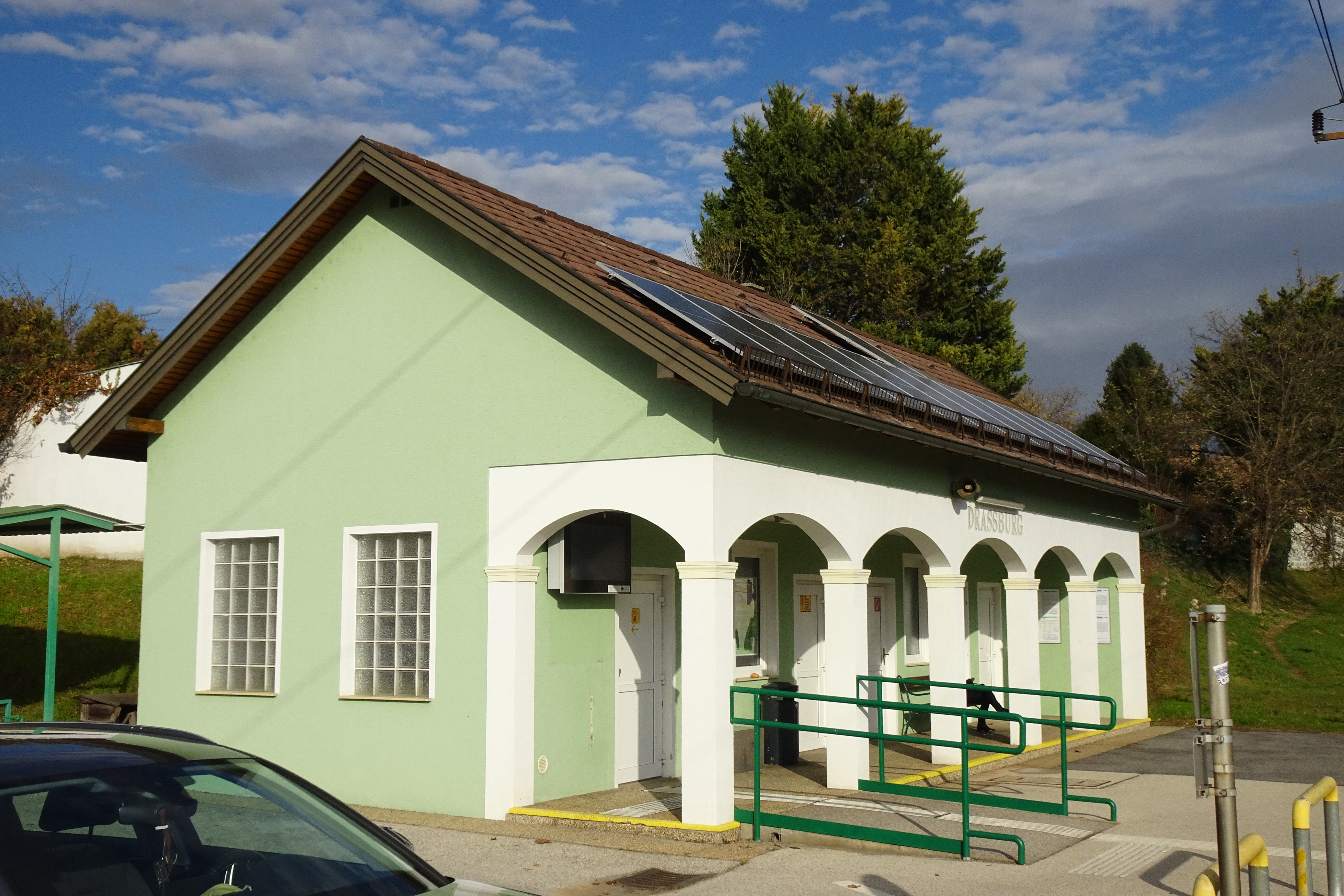
Das Bahnhofsgebäude

Von der Gemeindefläche sind beinahe sechzig Prozent landwirtschaftlich genutzt und dreißig Prozent bewaldet.

### Wirtschaftssektoren
Obwohl die Anzahl der Produktionsbetriebe von 2001 bis 2011 konstant blieb, verdoppelte sich die Anzahl der Beschäftigten. Im Dienstleistungssektor nahm die Anzahl der Erwerbstätigen in den Bereichen Handel, Verkehr und Freiberufliche stark zu.
| Wirtschaftssektor            | Anzahl Betriebe | Anzahl Betriebe | Erwerbstätige 2) | Erwerbstätige 2) |
| Wirtschaftssektor            | 2011            | 2001            | 2011             | 2001             |
| ---------------------------- | --------------- | --------------- | ---------------- | ---------------- |
| Land- und Forstwirtschaft 1) | 10              | 14              | 11               | 8                |
| Produktion                   | 8               | 8               | 74               | 36               |
| Dienstleistung               | 47              | 36              | 152              | 77               |

1) Betriebe mit Fläche in den Jahren 2010 und 1999, 2) Erwerbstätige am Arbeitsort
| Im Jahr 2011 lebten 490 Erwerbstätige in Draßburg, 66 davon arbeiteten im Ort, 424 pendelten in andere Gemeinden. Aus der Umgebung pendelten 171 Menschen nach Draßburg, um hier zu arbeiten. In der Gemeinde befinden sich ein Kindergarten und eine Volksschule. Der Ort liegt an der Raab-Oedenburg-Ebenfurter Eisenbahn mit Direktverbindungen nach Deutschkreutz und Bratislava-Petržalka über Wien. | Hier fehlt eine Grafik, die leider im Moment aus technischen Gründen nicht angezeigt werden kann. Wir arbeiten daran! |

## Kultur und Sehenswürdigkeiten

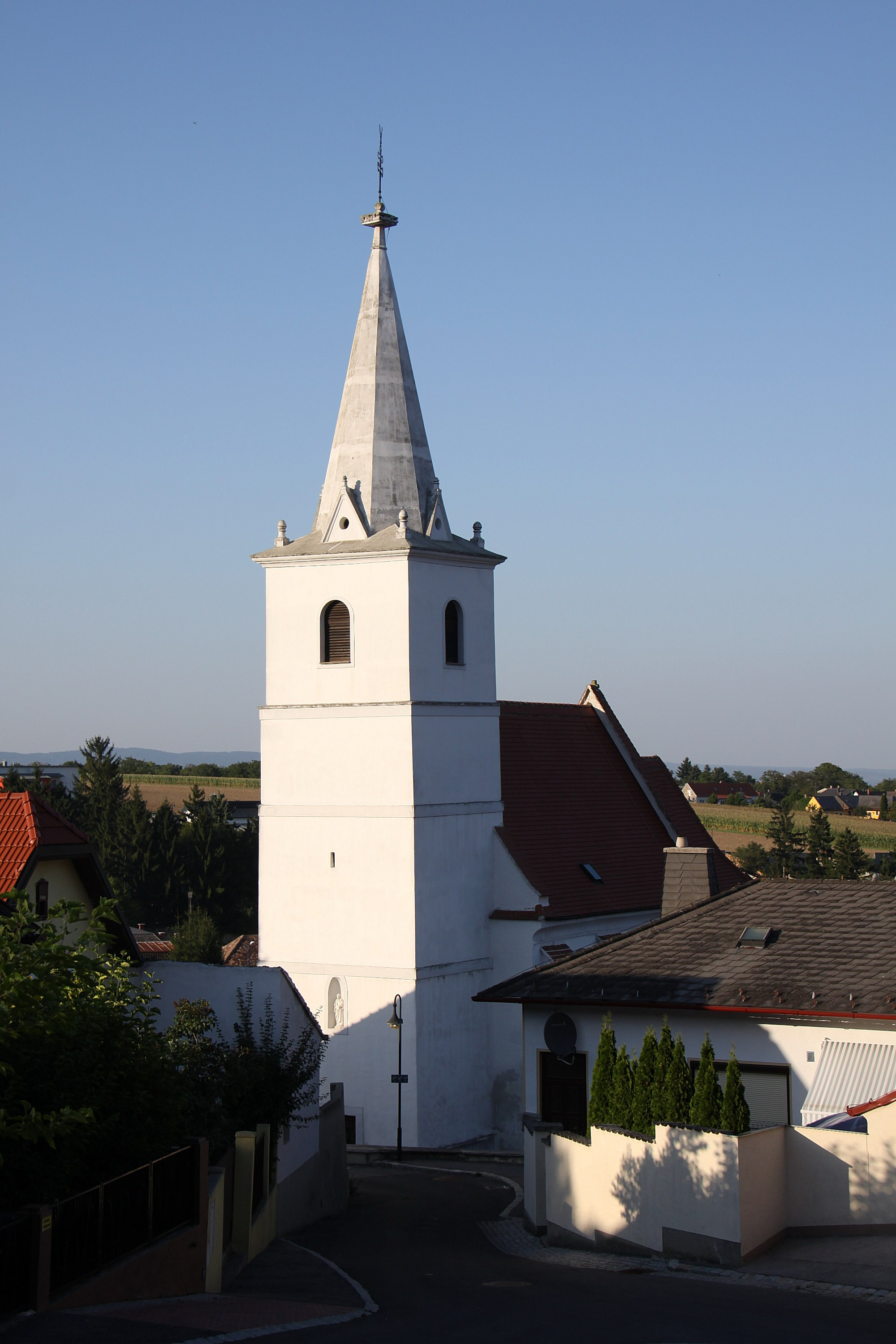
Pfarrkirche Draßburg

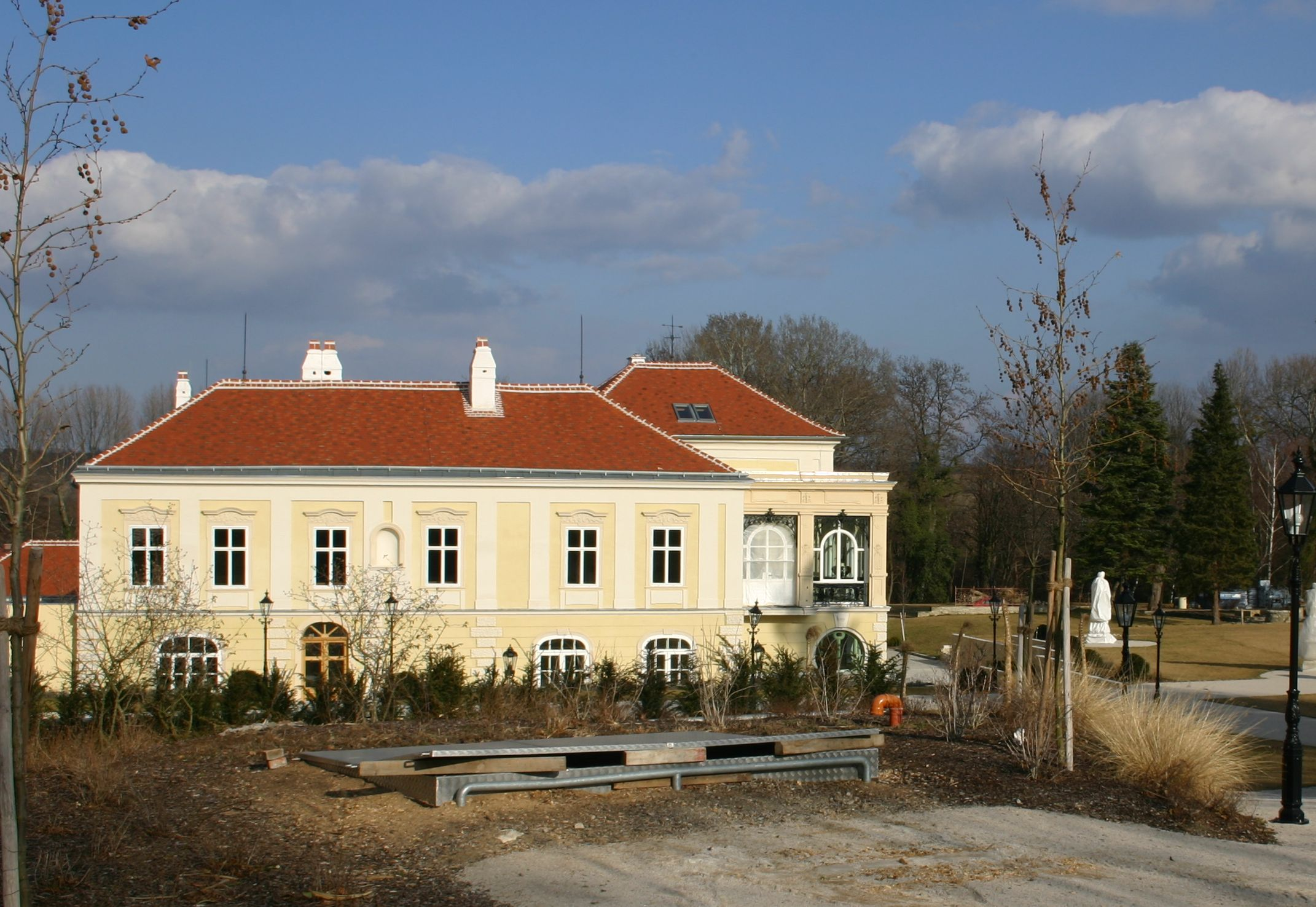
Schloss Draßburg

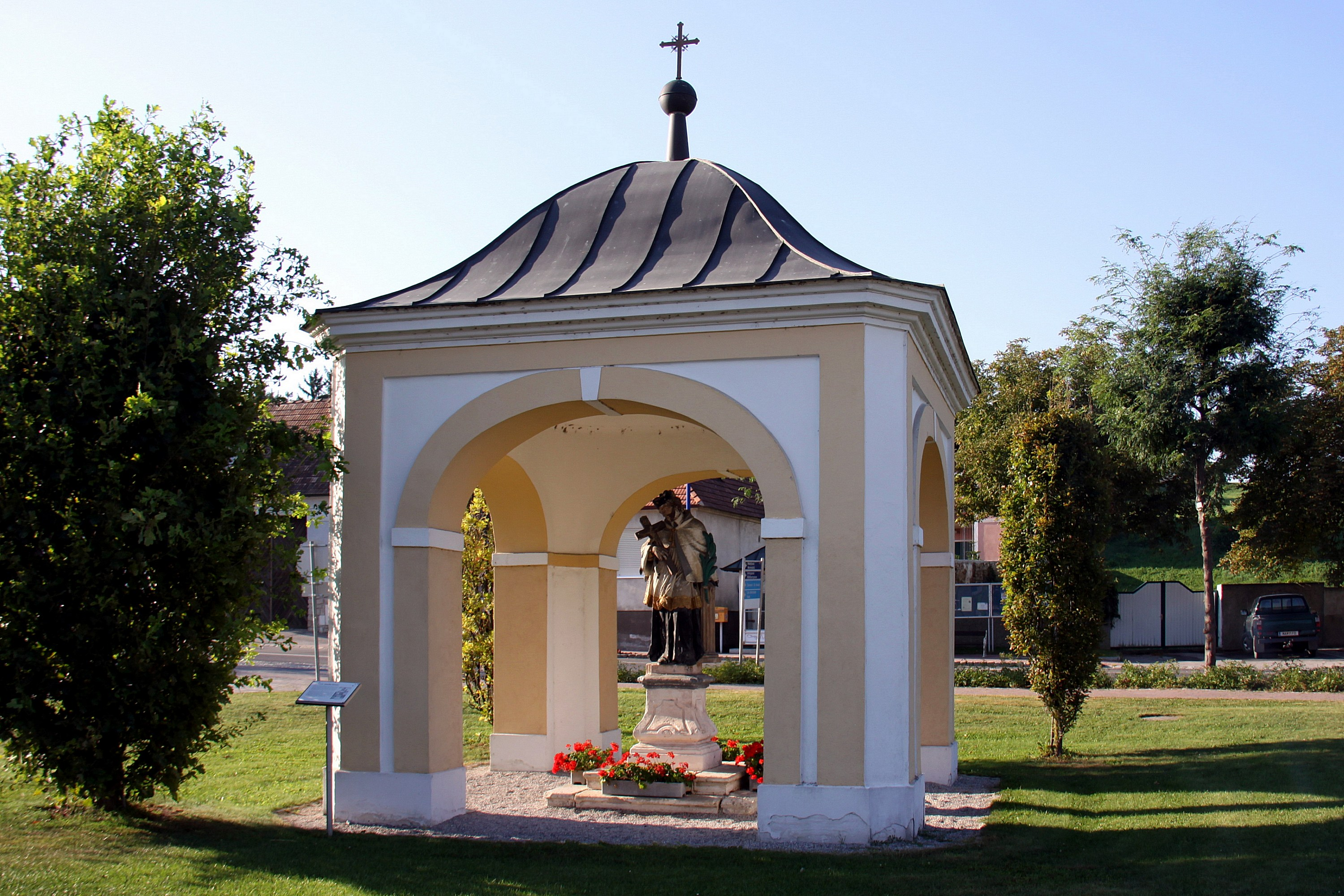
Die denkmalgeschützte Johannes-Nepomuk-Kapelle prägt das Ortsbild

- Pfarrkirche Draßburg: Die Kirche steht auf einer mittelalterlichen Wehrmauer im Ortsteil Obergut.
- Schloss Draßburg: Es befindet sich im Ortsteil Untergut. Der zugehörige historische barocke Schlosspark mit seiner umfangreichen Sammlung von Skulpturen des Bildhauers Jakob Schletterer ist kunsthistorisch bedeutsam und zu den wichtigsten barocken historischen Parkanlagen Österreichs zu zählen. Der Park ist abgestuft auf mehreren Terrassen und mit Glashäusern angelegt. Das Schloss selbst, im 15. Jahrhundert erbaut, ist zweigeschoßig mit hufeisenförmigem Grundriss, Hofarkaden und dreigeschoßigem turmartigem Bau, mehrfach umgebaut im 17. und 18. Jahrhundert. Die Schlossanlage wurde in den 1960er Jahren für den Hotelbetrieb umgebaut. 2008 wechselte der Besitzer des Schlosses. Im Jahr 2009 wurde begonnen, das Schloss in Abstimmung mit dem Bundesdenkmalamt von Grund auf zu renovieren und zu revitalisieren. Schloss und Parkanlage sollen im ursprünglichen Zustand wiederhergestellt werden. Das Schloss wird danach privaten Zwecken dienen, Teile des Schlossgartens sollen aber temporär der Öffentlichkeit zugänglich gemacht werden.

- Figurenbildstock hl. Florian, Baumgartnerstraße
- Johannes-Nepomuk-Kapelle
- Kath. Pfarrkirche hl. Anna
- Wehrmauer, Kirchhof
- Friedhofskapelle
- Park samt Gartenplastiken und Glashäusern, Schloßgasse
- Marienkapelle
- Sühnekreuz, Mariensäule und Antonipfeiler, Wiener Neustädterstraße
- Schwarzes Kreuz: Ein Metallkreuz auf einer Anhöhe mit Aussichtspunkt, das anlässlich des Todes von Königin Elisabeth von Konrad und Mathilde Patzenhofer (damalige Besitzer der Siegendorfer Zuckerfabrik und des Schlosses Draßburg) gestiftet wurde. Die Widmung am Sockel ist auf Ungarisch, Deutsch und Kroatisch.

## Politik

### Gemeinderat

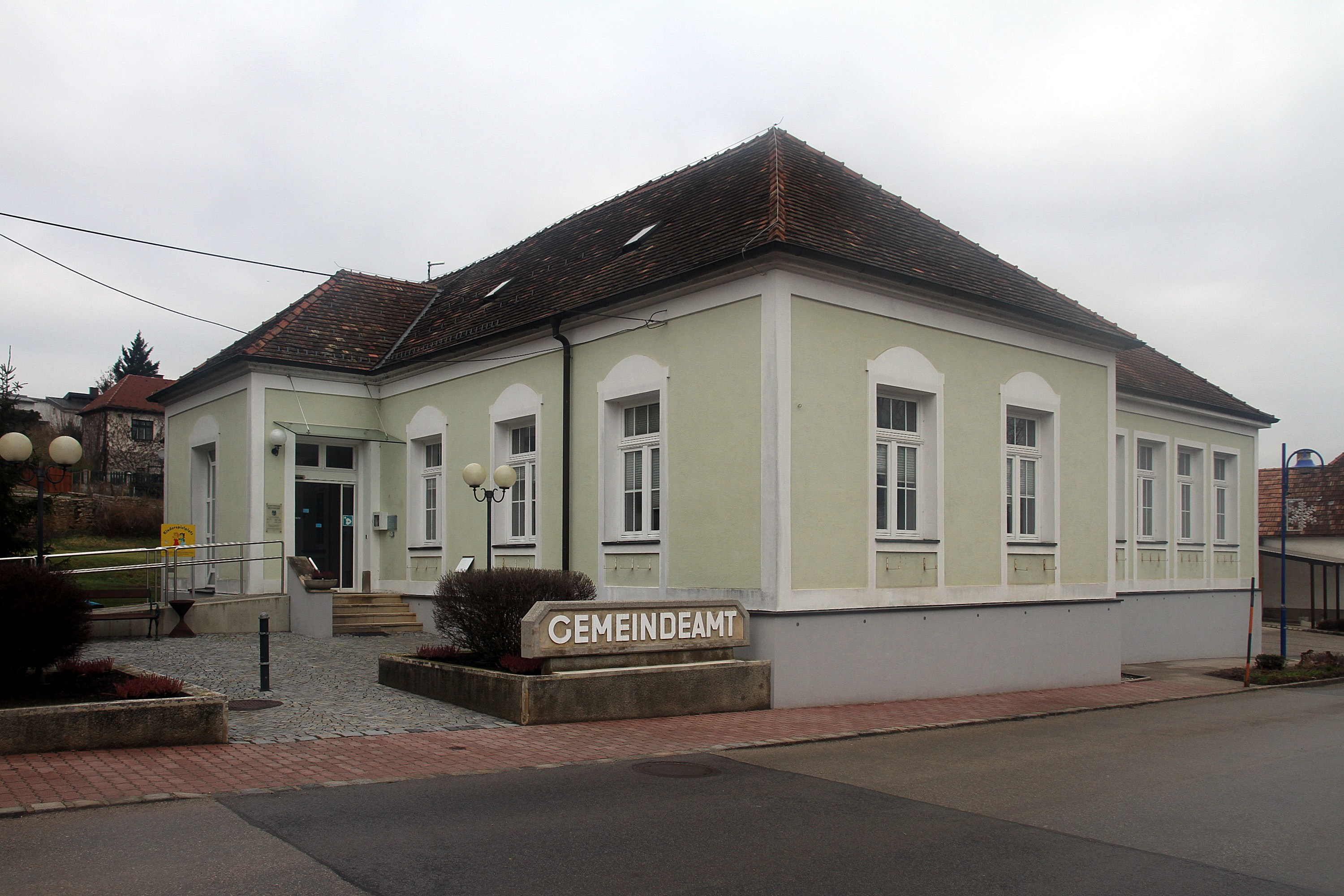
Gemeindeamt Draßburg

Der Gemeinderat umfasst aufgrund der Einwohnerzahl insgesamt 19 Mitglieder.
| Partei          | 2022    | 2022    | 2022    | 2017    | 2017    | 2017    | 2012    | 2012    | 2012    | 2007             | 2007             | 2007             | 2002             | 2002             | 2002             | 1997             | 1997             | 1997             |
| Partei          | Sti.    | %       | M.      | Sti.    | %       | M.      | Sti.    | %       | M.      | Sti.             | %                | M.               | Sti.             | %                | M.               | Sti.             | %                | M.               |
| --------------- | ------- | ------- | ------- | ------- | ------- | ------- | ------- | ------- | ------- | ---------------- | ---------------- | ---------------- | ---------------- | ---------------- | ---------------- | ---------------- | ---------------- | ---------------- |
| SPÖ             | 503     | 72,48   | 14      | 522     | 71,51   | 14      | 568     | 73,96   | 15      | 652              | 83,16            | 13               | 620              | 79,59            | 12               | 535              | 72,10            | 11               |
| ÖVP             | 141     | 20,32   | 4       | 153     | 20,96   | 4       | 143     | 18,62   | 3       | 132              | 16,84            | 2                | 159              | 20,41            | 3                | 207              | 27,90            | 4                |
| FPÖ 1)          | 50      | 7,20    | 1       | 55      | 7,53    | 1       | 57      | 7,42    | 1       | nicht kandidiert | nicht kandidiert | nicht kandidiert | nicht kandidiert | nicht kandidiert | nicht kandidiert | nicht kandidiert | nicht kandidiert | nicht kandidiert |
| Wahlberechtigte | 1087    | 1087    | 1087    | 1052    | 1052    | 1052    | 1036    | 1036    | 1036    | 976              | 976              | 976              | 960              | 960              | 960              | 941              | 941              | 941              |
| Wahlbeteiligung | 69,37 % | 69,37 % | 69,37 % | 74,43 % | 74,43 % | 74,43 % | 80,50 % | 80,50 % | 80,50 % | 84,02 %          | 84,02 %          | 84,02 %          | 86,56 %          | 86,56 %          | 86,56 %          | 89,16 %          | 89,16 %          | 89,16 %          |

1) Die Partei trat 2022 unter dem Namen „FPÖuA“ an.

### Bürgermeister
Bürgermeister ist Christoph Haider (SPÖ). Er trat am 18. November 2016 die Nachfolge von Rudolf Ivancsits (SPÖ) an. Ivancsits seinerseits hatte erst am 28. Juni 2012 die Nachfolge von Christian Illedits (SPÖ, Bürgermeister seit 1996) angetreten. Bei der Bürgermeisterdirektwahl am 1. Oktober 2017 wurde Haider mit 77,85 % der Stimmen in seinem Amt bestätigt. Seine beiden Mitbewerber Martin Horvath (ÖVP) und Rene Tschögl (FPÖ) kamen über 18,17 % bzw. 3,98 % nicht hinaus. Vizebürgermeisterin ist Renate Tomassovits, dem Gemeindevorstand gehören weiters Martin Horvath und Roland Koller an.
Bei der Wahl 2022 erreichte Christoph Haider 81,90 Prozent der Wählerstimmen im ersten Wahlgang.

### Infrastruktur
Relativ mittig in der Ortschaft befindet sich eine Eisenbahnhaltestelle der Raab-Oedenburg-Ebenfurter Eisenbahn. Es fahren Züge von Deutschkreutz bis nach Bratislava-Petržalka über Wien. Diese fahren im Stundentakt, am Morgen und Abend auch halbstündlich zum Wiener Hauptbahnhof.

### Wappen
|  | Das Gemeindewappen wurde Draßburg am 12. September 1998 von den burgenländischen Landesregierung verliehen. Blasonierung: Im geteilten und halb gespaltenen Schild oben in Blau auf einem grünen Dreiberg ein goldenes Kreuz; unten rechts in Blau ein gekrönter goldener Greif, in der erhobenen Rechten einen Krummsäbel, in der vorgestreckten Linken drei grün bestengelte, grün beblätterte, golden besamte rote Rosen haltend, links in Gold zwischen einem zehnendigen blauen Hirschgeweih ein breitendiges, freischwebendes, blaues Kreuz. |